# Fay Wray
Vina Fay Wray (15. září 1907 – 8. srpna 2004) byla kanadsko-americká herečka nejlépe známá pro svou roli Ann Darrowové ve filmu King Kong z roku 1933. Její herecká kariéra trvala téměř šest desetiletí a největšího uznání se jí dostalo za účinkování v mnoha filmech hororového žánru.

## Život

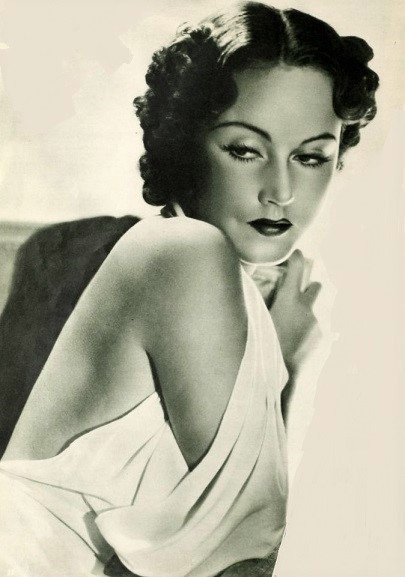
Fay Wrayová v roce 1935

### Mládí a začátek kariéry u němých filmů
Narodila se 15. září 1907 ve městě Cardston v kanadské provincii Alberta jako dcera Josepha Hebera Wraye a Elviny Marguerite Jonesové. Oba její rodiče patřili k církvi Ježíše Krista Svatých posledních dnů. Její otec pocházel z anglického Kingston upon Hullu a její matka z amerického Salt Lake City v Utahu. Rodina se z Kanady brzy po jejím narození vrátila do Spojených států, kde se v roce 1912 usadila v Salt Lake City. O dva roky později se však opět přestěhovali do nedalekého města Lark, ale v roce 1919 se její rodiče rozvedli a s matkou se nakonec vrátila zpět do Salt lake City. Ani podruhé zde však nezůstala příliš dlouho a brzy se přestěhovali až Hollywoodu, kde Fay začala studovat na střední škole Hollywood High School.
Ve filmu debutovala již v 16 letech, kdy získala roli v krátkometrážní komedii Gasoline Love (1923). Po dalších dvou krátkometrážních filmech byla počátkem roku 1925 obsazena také do svého prvního celovečerního filmu s názvem The Coast Patrol (~ Pobřežní hlídka). Po něm však následovala řada vedlejších a často nepřipsaných rolí v dalších krátkometrážních filmech malého studia Hal Roach Studios. Mnohem větší publicity se jí dostalo v roce 1926, kdy byla asociací Western Association of Movie Advertisers vybrána a oceněna jako jedna z WAMPAS Baby Stars, třinácti nejnadějnějších hereček, ze kterých by se mohly stát nové potenciální hollywoodské hvězdy. Tehdy již měla smlouvu s filmovým studiem Universal Pictures a kromě mnoha dalších krátkých snímků se nejčastěji objevovala v nejrůznějších westernech. O rok později však přešla ke vlivnějšímu studiu Paramoun Pictures, kde ji režisér Erich von Stroheim obsadil do svého dramatu The Wedding March (1928). Fayin první „áčkový“ film s vysokým rozpočtem si u veřejnosti však příliš nevedl a stal se z něj propadák, což ji následně odsoudilo k několika dalším nevýznamným, převážně „béčkovým“ filmům. Po westernu The Conquering Horde (1931) od Paramountu nakonec odešla.

### Přechod na zvukové filmy a vrchol kariéry

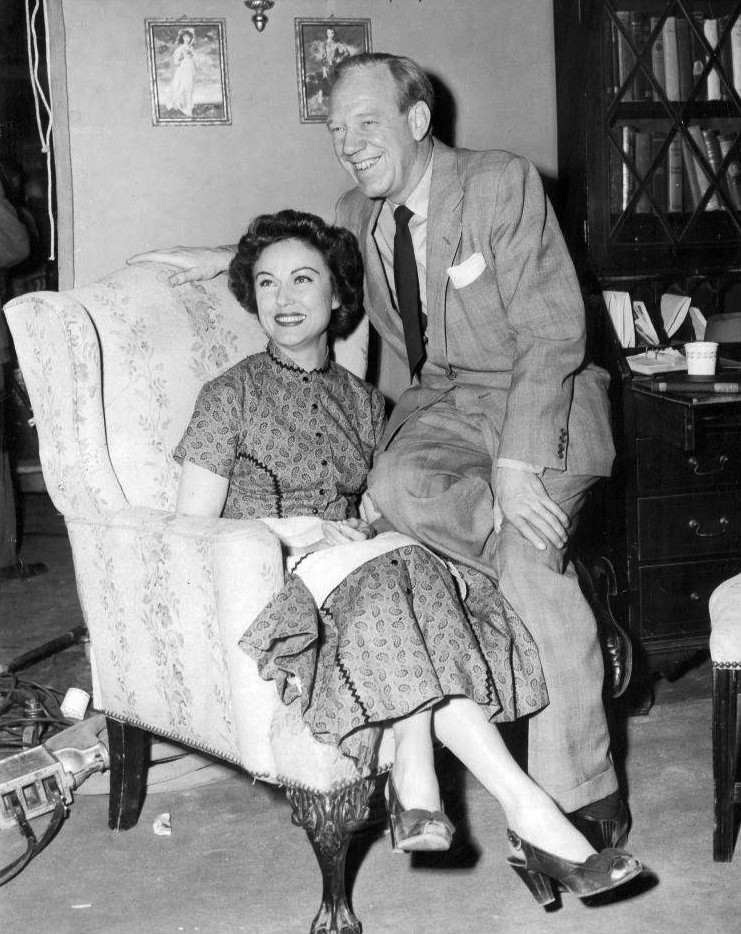
Fay Wrayová s Paulem Hartmanem v seriálu Pride of the Family (1953)

Jako herečka na volné noze se pokusila uplatnit u několika dalších filmových studií, a právě tehdy začala její kariéra stoupat. Na přelomu 20. a 30. let se zvukové filmy staly již běžnou záležitostí a spolu s nimi se rozmohl také hororový žánr. Fay do jejího prvního hororového filmu obsadilo v roce 1932 studio Warner Bros. a snímek byl nazván Doctor X. Brzy po něm následovaly další dva horory; The Vampire Bat (1933) a Mystery of the Wax Museum (1933) a již jako osvědčená hororová herečka byla následně obsazena i do jejího nejznámějšího snímku King Kong (1933). Studio RKO Pictures uvažovalo do role Ann Darrowové nejprve podstatně známější Jean Harlowovou, ale tu jim studio Metro-Goldwyn-Mayer odmítlo zapůjčit. Volba režiséra Meriana C. Coopera proto padla na Fay Wrayovou, která se snímkem nakonec nejvíce proslavila. Z filmu se stal hned po premiéře obrovský trhák (jeden z nejvýdělečnějších filmů roku), Fay dostala za roli 10 000 dolarů a prakticky zachránila studio RKO před bankrotem. Dlouho po uvední filmu při jednom z rozhovorů také pronesla:
„Pokaždé, když jsem v New Yorku a míjím Empire State Building, krátce se pomodlím. Zemřel tam můj dobrý přítel (King Kong).“
Ani po King Kongovi se z ní však hollywoodská hvězda nestala a její kariéra pokračovala stejně jako dosud. Po celý zbytek 30. let se ze stereotypu béčkových filmů všemožných žánrů nedokázala vymanit a s počátkem 40. let s filmováním téměř skončila a natáčela už jen maximálně dva filmy ročně. Z povědomí veřejnosti za tu dobu téměř vymizela a v roce 1942 se proto rozhodla svou hereckou kariéru ukončit. Kvůli její zhoršující se finanční situaci však byla donucena se vrátit a v roce 1953 v kariéře pokračovala dobrodružným filmem Treasure of the Golden Condor (1953). Filmy však tehdy již začala pomalu přebíjet masově se rozvíjející televize a Fay, které se ve filmech nikdy nepodařilo prorazit zkusila štěstí v televizních seriálech. V roce 1953 tak debutovala jednou epizodou v seriálu Cavalcade of America, a ještě téhož roku začala účinkovat také v seriálu The Pride of the Family (1953), kde nakonec zůstala po 27 epizod. V seriálu hrála matku Ann Morrisonové, kterou ztvárnila tehdy začínající Natalie Woodová.

### Pozdější kariéra a poslední roky

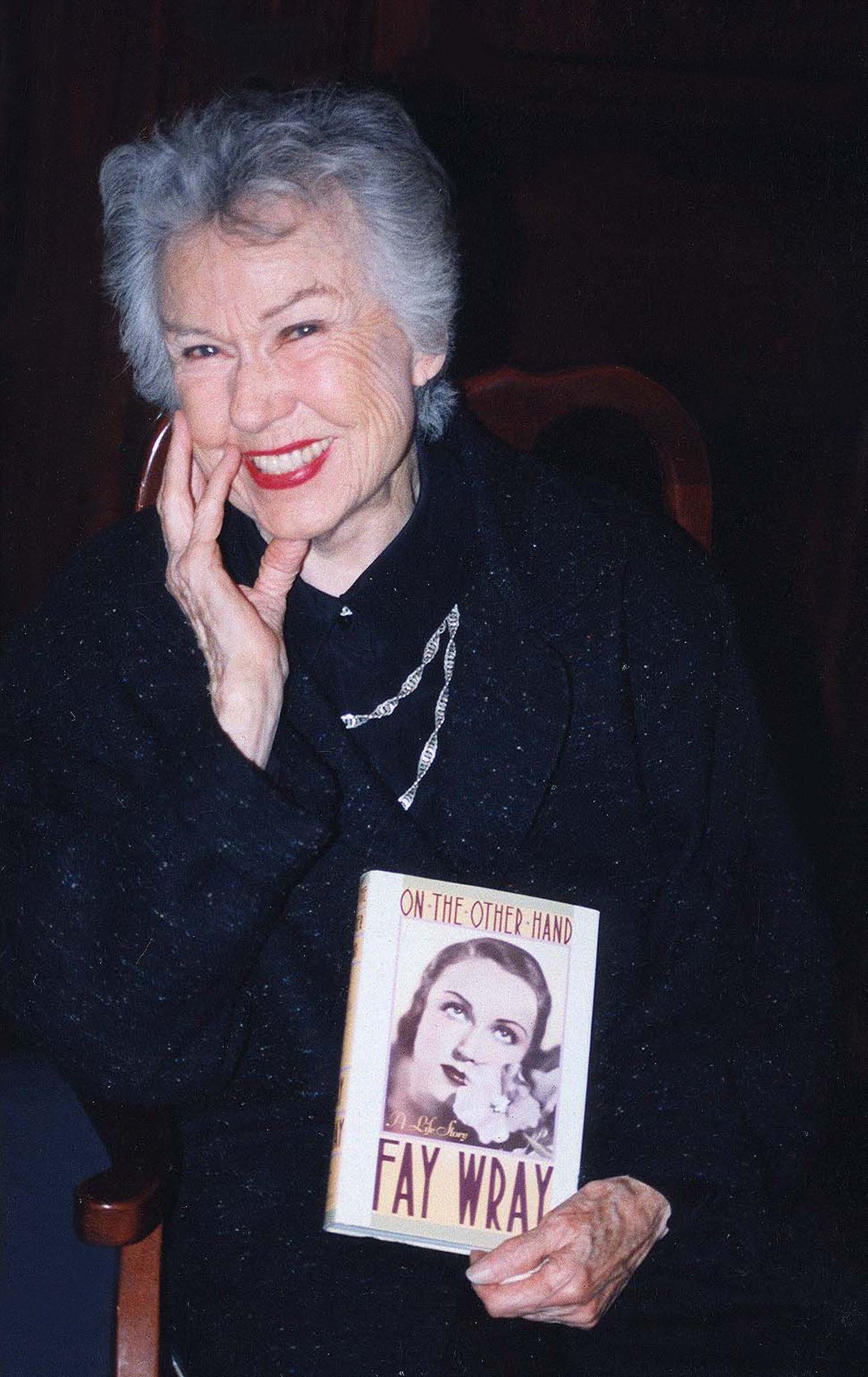
Fay Wrayová se svou autobiografickou knihou v roce 2001

U filmů však nadále zůstala a během 50. let se objevila například v dramatu Queen Bee (1955) v hlavní roli se slavnou oscarovou herečkou Joan Crawfordovou či ve film-noiru Crime of Passion (1957) s rovněž oscarovou herečkou Barbarou Stanwyckovou. V roce 1958 však po komedii Summer Love s filmováním skončila a až do konce své kariéry v roce 1980 účinkovala pouze v televizi. Po roce 1960 se však i v televizi již objevovala jen výjimečně. Jejím posledním hereckým počinem se stal v roce 1980 televizní film Gideonův precedens, po kterém svou hereckou kariéru definitivně ukončila.
V roce 1989 vydala svou autobiografii On the Other Hand: A Life Story (název odkazuje na tlapu King Konga) a o osm let později ji producent a režisér James Cameron dokonce nabídl roli v obrovském trháku Titanik (1997), kde měla ztvárnit roli starší Rose DeWitt Bukaterové, kterou ji v jejím mládí hrála Kate Winsletová. Fay však nabídku na roli odmítla a role byla nakonec přidělena Glorii Stuartové, která za své výkony získala dokonce nominaci na Oscara i Zlatý glóbus. 70. ročníku udílení Oscarů se však zúčastnila a na nejrůznějších filmových festivalech se objevovala až do své smrti v roce 2004. V roce 2003 byla na mezinárodním filmovém festivalu v Palm Beach nakonec i oceněna cenou „Legend in Film“ (~ Legenda ve filmu) jako reakcí na dokumentární snímek Broadway: The Golden Age, by the Legends Who Were There (2003) Ricka McKaye o nejvýznamnějších hercích ze 40. a 50. let 20. století.

### Osobní život
Fay Wrayová se oženila celkem třikrát. Jejím prvním manželem se stal v roce 1928 spisovatel, scenárista a režisér John Monk Saunders, se kterým se jí narodila dcera Susan Saundersová. Jejich manželství trvalo 11 let, v roce 1939 se nakonec rozvedli. Jejím druhým manželem se stal v roce 1942 též scenárista Robert Riskin, se kterým se jí narodili dva synové; Victor a Robert Jr. Ani jejich manželství nevydrželo příliš dlouho a po 13 letech se rozvedli. V roce 1971 se Fay nakonec vdala potřetí za neurochirurga Sanforda Rothenberga, se kterým žila až do jeho smrti v roce 1991.

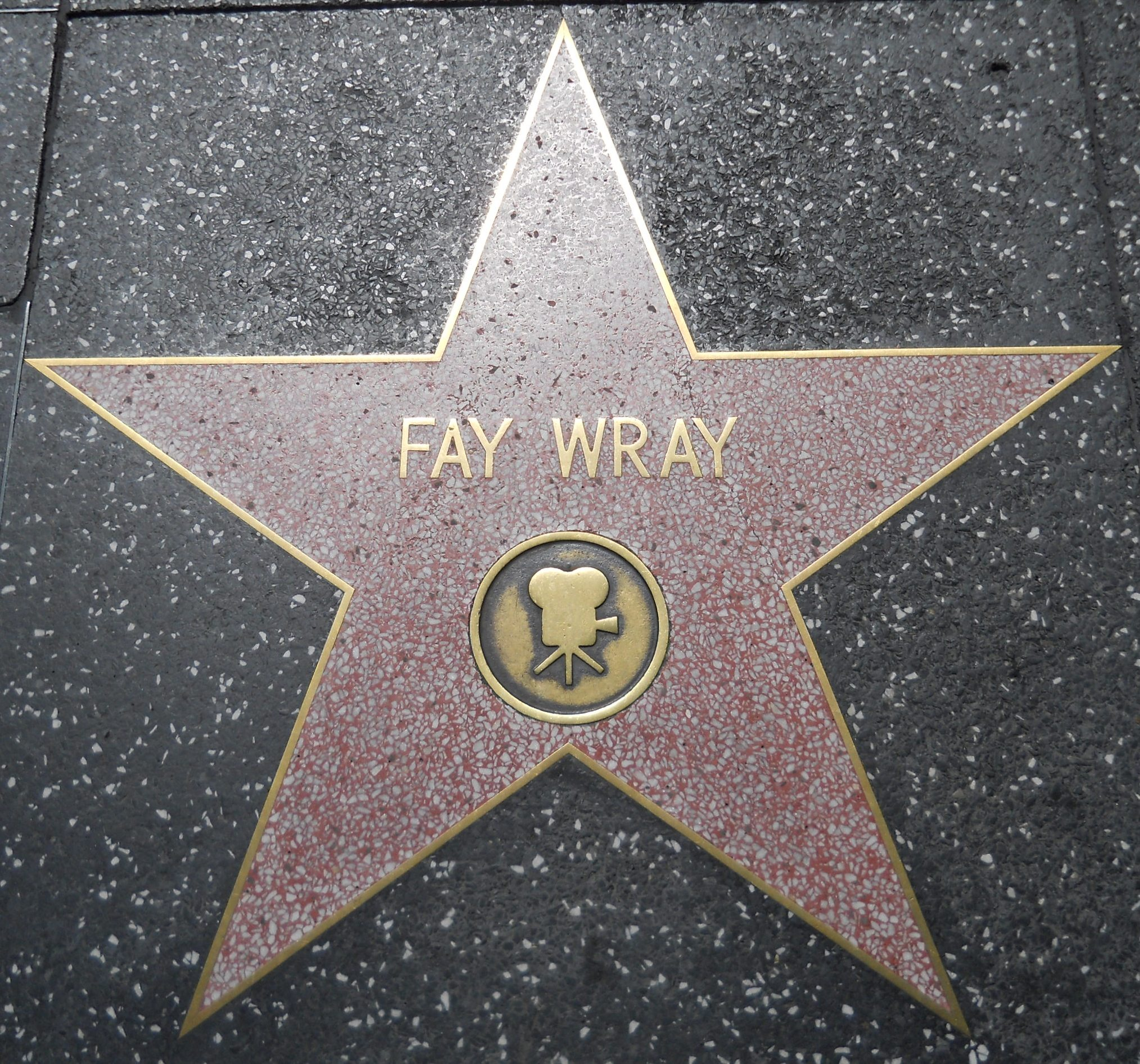
Hvězda Fay Wrayové na Hollywoodském chodníku slávy.

Fay Wrayová zemřela ve spánku přirozenou smrtí 8. srpna 2004 ve svém bytě na Manhattanu. Je pohřbena na hřbitově Hollywood Forever Cemetery. Za její přínosy filmovému průmyslu jí náleží také hvězda na Hollywoodském chodníku slávy i na Kanadském chodníku slávy.

## Filmografie (výběr)

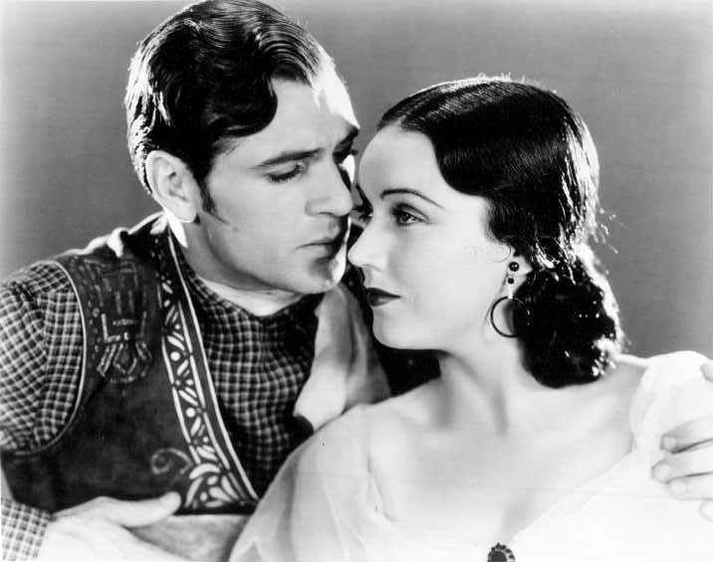
S Garym Cooperem ve filmu The Texan (1930)

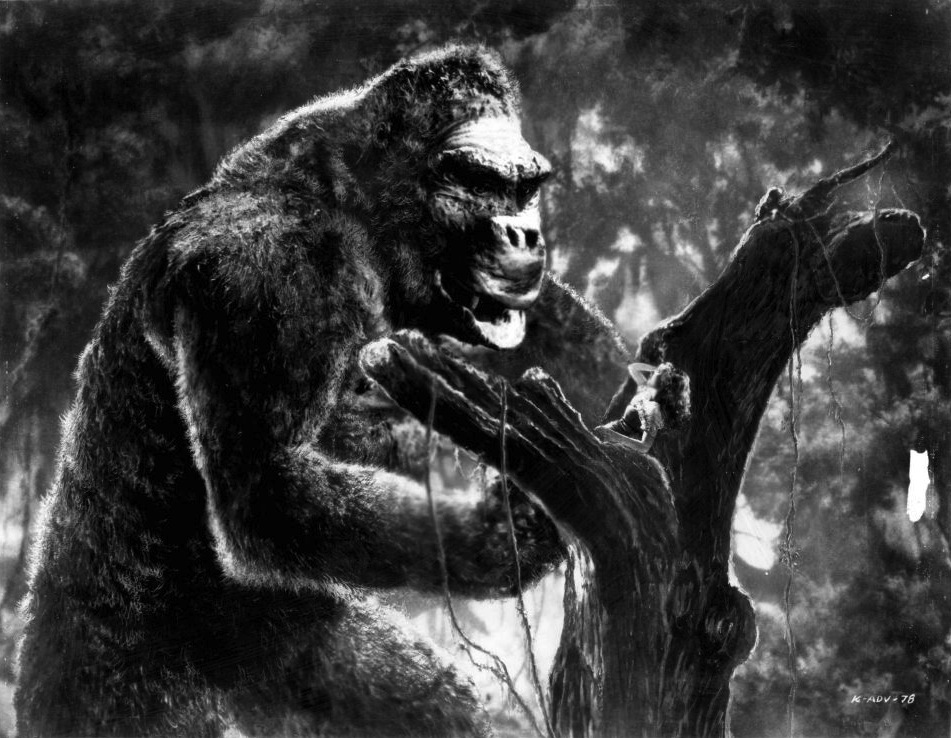
Fay Wrayová ve filmu King Kong (1933)

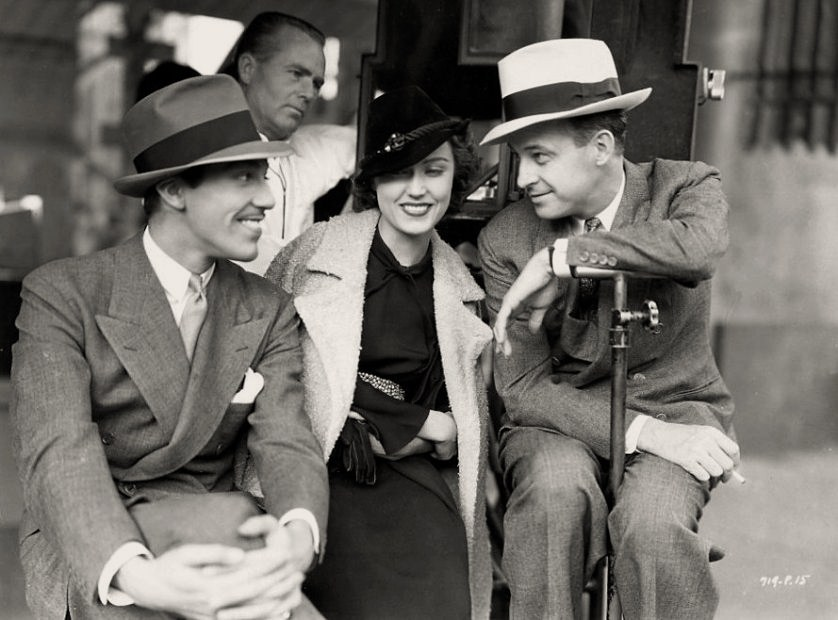
S hercem Cesarem Romeroem (vlevo) a režisérem Richardem Thorpem během natáčení filmu Cheating Cheaters (1934)

### Němé filmy
- 1925 The Coast Patrol (režie Bud Barsky)
- 1925 Moonlight and Noses (režie Stan Laurel) – Krátkometrážní
- 1925 Ben Hur (režie Fred Niblo, Charles Brabin a Rex Ingram)
- 1926 Muž v sedle (režie Lynn Reynolds)
- 1926 The Wild Horse Stampede (režie Albert S. Rogell)
- 1928 Street of Sin (režie Mauritz Stiller a Josef von Sternberg)
- 1928 The First Kiss (režie Rowland V. Lee)
- 1928 The Wedding March (režie Erich von Stroheim)

### Zvukové filmy
- 1929 Thunderbolt (režie Josef von Sternberg)
- 1930 The Texan (režie John Cromwell)
- 1931 U. S. 311 (režie Frank Capra)
- 1931 Three Rogues (režie Benjamin Stoloff)
- 1932 Doctor X (režie Michael Curtiz)
- 1932 Nejnebezpečnější hra (režie Ernest B. Schoedsack a Irving Pichel)
- 1933 The Vampire Bat (režie Frank R. Strayer)
- 1933 King Kong (režie Merian C. Cooper a Ernest B. Schoedsack)
- 1933 Below the Sea (režie Albert S. Rogell)
- 1933 Ann Carver's Profession (režie Edward Buzzell)
- 1933 Shanghai Madness (režie John G. Blystone)
- 1934 Woman in the Dark (režie
- 1934 The Clairvoyant (režie Maurice Elvey)
- 1934 Madame Spy (režie Karl Freund)
- 1937 It Happened in Hollywood (režie Harry Lachman)
- 1937 Murder in Greenwich Village (režie Albert S. Rogell)
- 1938 Smashing the Spy Ring (režie Christy Cabanne)
- 1938 Navy Secrets (režie Howard Bretherton)
- 1940 Wildcat Bus (režie Frank Woodruff)
- 1941 Adam Had Four Sons (režie Gregory Ratoff)
- 1955 Queen Bee (režie Ranald MacDougall)
- 1955 Hell on Frisco Bay (režie Frank Tuttle)

### Seriály
- 1953–1954 The Pride of the Family (27 epizod)
- 1955–1956 Studio 57 (2 epizody)
- 1955–1957 Jane Wyman Presents The Fireside Theatre (2 epizody)
- 1958–1959 Alfred Hitchcock uvádí (2 epizody)
- 1957–1961 General Electric Theater (3 epizody)
- 1958–1965 Perry Mason (3 epizody)